# Феофан (иеродиакон Московского Чудова монастыря)
Феофан (ум. 1698) — иеродиакон Чудова монастыря Русской православной церкви в городе Москве, переводчик и библиотекарь

.

## Биография
О детстве и мирской жизни Феофана сведений практически не сохранилось, да и последующие биографические данные о нём очень скудны и отрывочны. Иеродиаконом Московского Чудова монастыря он стал с 1683 года, исполнял обязанности книгохранителя и справщика Московского печатного двора с 1691 года, помимо этого занимался переводами духовной литературы. 

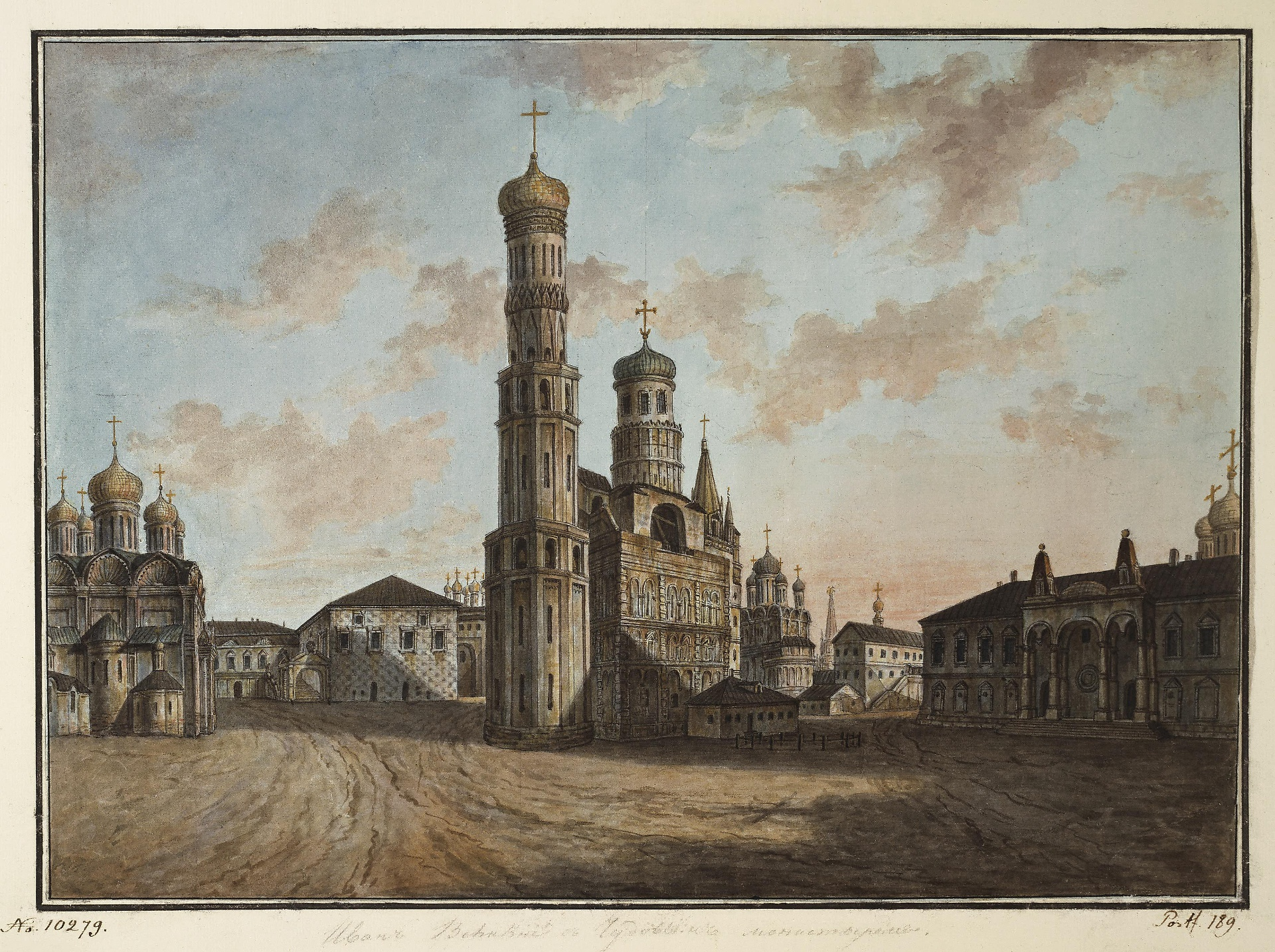
Чудов монастырь (ок. 1800)
(художник Фёдор Алексеев)

Русский историк Виктор Ипатьевич Аскоченский, в своей книге «Киев с его древним училищем — Академией», высказал предположение, что Феофан был воспитанником Киевской духовной академии и прибыл в Москву вместе со Епифанием Славеницким. Других биографических сведений о нем не имеется. Известно лишь что иеродиакон Феофан скончался в 1698 году.
Ему приписывается множество переводов, среди которых, в частности, следующие: с западно-русского языка — Транквиллионово «Зерцало богословия» (1676 год); с польского — «Новое небо Голятовского» (1677); «О тайне покаяния» (1679); «Купель душевная, или Учение жития духовного» (1684 год, список был помещен в Московскую синодальную библиотеку); «Римские повести» (1691); «Дезидерий, или Стезя к любви Божией и к совершенству жития христианского» (1688), сочинение Беллярмина (СПб., 1784); с латинского — «Солнечник (Илиотропион), или Уравнение воли человеческия с волею Божиею», сочинение монаха Иеремии Дрекселия (два последних перевода в рукописях, хранились в Московской синодальной библиотеке), и «Истинная вера» (1698 год). Кроме того, он занимался сличением текста псалтири с древними списками. Переводы его, несколько исправленные, были напечатаны в Санкт-Петербурге в 1785 году и в Москве в 1784 году.